# Litiumjonbatteri

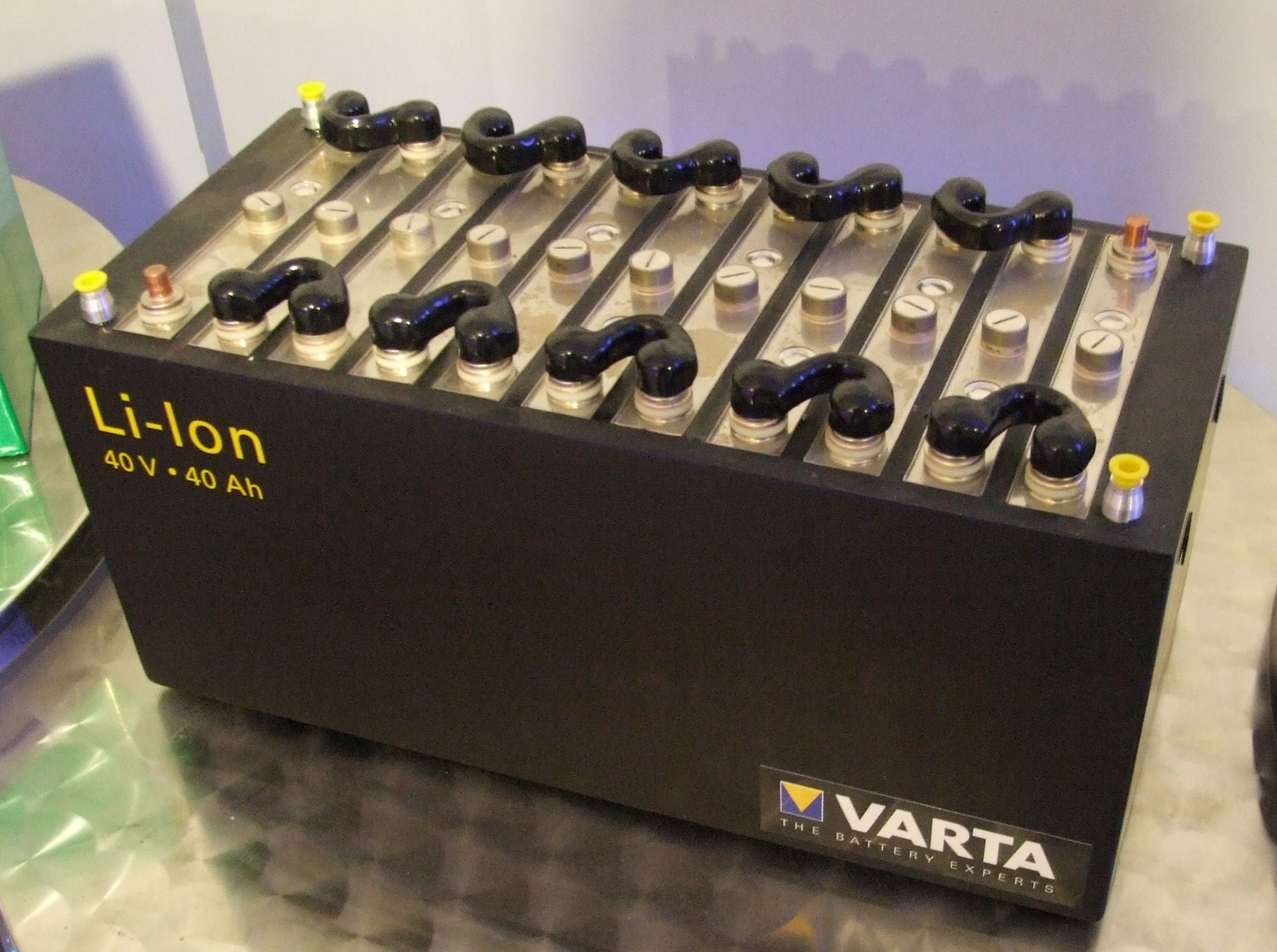
Litiumjonbatteri, Varta, Museum Autovision, Altlußheim, Tyskland

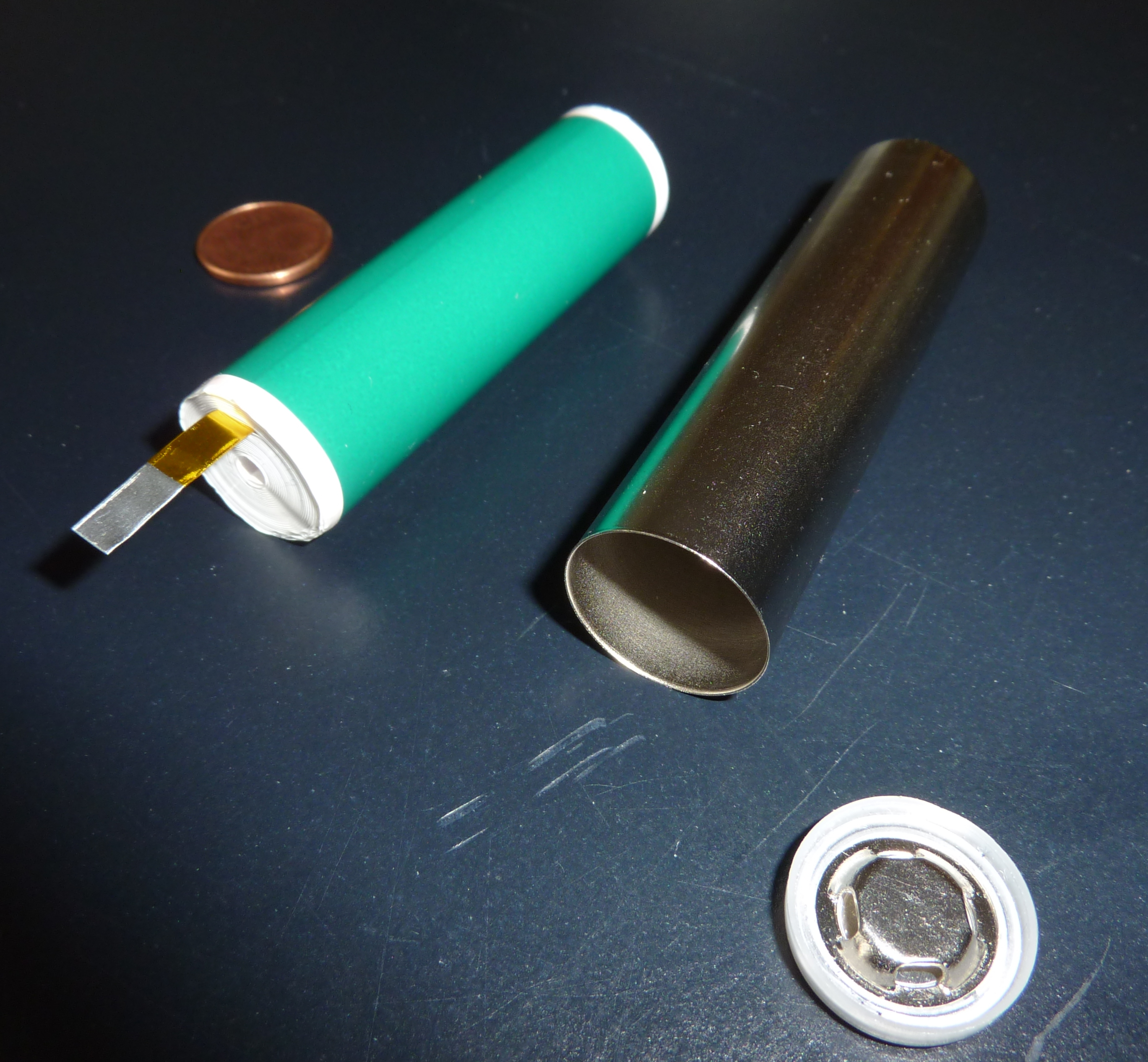
Cylindrisk cell innan stängning (18650)

Ett litium-jon-batteri är ett uppladdningsbart batteri, ackumulator, där litiumjoner rör sig från den negativa elektroden till den positiva elektroden under urladdning och tillbaka vid laddning. Li-jon batterier använder olika litiumföreningar som elektrodmaterial där litiumjoner kan lagras in (interkaleras) . Detta i jämförelse med litiumbatteri som är en primärcell och har metalliskt litium i den negativa elektroden och som inte är lämplig för återladdning. Litiumjonbatteriets huvudkomponenter är de två elektroderna och mellanliggande elektrolyt. Elektrolyten, gör det möjligt för litiumjoner att röra sig mellan de två elektroderna. 
Li-jonbatterier finns med olika kemi (elektrodmaterial) som ger olika cellspänningar.  Vanligtvis är den nominella cellspänningen 3,3 – 3,7 V jämfört med 1,2 V hos NiMH-cellen (nickel-metallhydrid- cell).
Batteriföreningen är en branschförening för företag som tillverkar eller importerar batterier. 
Företag som tillverkar batterier i Sverige är bland annat Saft, Alelion, och Nilar. 

## Användningsområden
De flesta mobiltelefontillverkare har idag gått ifrån nickel-metallhydridackumulatorer och nickel-kadmiumackumulatorer till Litiumjonackumulatorer tack vare att batteriet har högre energitäthet och är mer skonsamt för miljön. Litium-jonackumulatorer förekommer även i många videokameror och annan elektronisk utustning såsom datorer, radiostyrda modellbilar och MP3-spelare. Elbilarna Toyota Prius Plug-in samt Tesla Model S använder också litiumjonackumulatorer. Även för storskalig lagring (t ex lagring av el från vindkraftverk, är litiumbatteriet ett alternativ. Uppskalningen av batteriet innebär ett antal nya utmaningar som måste lösas inom Li-jonbatteriforskningen. Varje ingående kemi (det negativa och positiva elektrodmaterialet och elektrolyten) i batteriet behöver göras billigare, säkrare och i betydligt större kvantiteter än i dag.
I dagens Li-jonbatterier används generellt litiumkoboltoxid som det aktiva materialet i den positiva elektroden. Uppskalade Li-jonbatterier måste använda betydligt billigare övergångsmetaller än kobolt (Co). Järn är en av de billigaste metallerna som kan användas för tillverkning av litiuminnehållande järnfosfater eller järnsilikater och som tillsammans med grafit som negativt elektrodmaterial kan ge säkra och billiga batterier.
Säkerhet och livslängd är två andra viktiga frågeställningar att lösa för fordonsbatterier. Det är särskilt reaktioner mellan elektrodmaterialen och elektrolyten som man måste förstå och oönskade sidoreaktioner måste stoppas. När elfordon och hybridfordon körs utsätts batteriet för mycket snabbare ur- och uppladdningar än vad som sker i batterier för bärbar elektronik. Att öka livslängden och förstå vad det är som påverkar hur länge man kan använda ett batteri är därför viktigt.

## Hög energitäthet jämfört med många andra batterisystem
Energitätheten (Wh per vikt- eller volymenhet) varierar beroende på kemi men är genomgående högre än för NiMH.
(Energi = kapacitet x spänning, Wh = Ah x V)
Litiumjonbatterier är en familj av batterier som består av olika elektrodmaterial där battericellens lagrade energi utvinns genom att litiumjoner rör sig mellan elektroderna i batteriet. Genom att använda olika sammansättning i elektrodmaterialen och elektrolyt erhåller battericellen olika egenskaper.

### Negativ elektrod
Den negativa elektroden i dagens litiumjonceller består av en grafitmix. Det har dock blivit vanligare och vanligare att man blandar i några procent kisel, upp mot 5 %, för att öka energitätheten något.
I vissa celler för specialtillämpningar kan litiumtitanat (LTO eller Li4Ti5O12) användas. Titanaten har som fördel att det klarar av mycket höga upp- och urladdningsströmmar, klarar av många cykler (antal upp- och urladdningar) och har en lång livslängd men har nackdelen av att det sänker cellspänningen (~2,4 V) vilket gör det mindre attraktivt ur energitäthetssynpunkt samt att de är dyrare än litiumjonceller med grafitelektrod.
Till skillnad från ett litiumbatteri ska den negativa elektroden i litiumjoncellen ha katodfunktion (kunna laddas) och inte enbart anodfunktion.

### Positiv elektrod
De vanligaste materialen i den positiva elektroden i dagens litiumjonceller består av någon typ av metalloxid alternativt järnfosfat. Det finns ett flertal olika material som på grund av sina ingående komponenter och uppbyggnad skiljer sig åt gällande energidensitet, effektuttag, livslängd, kostnad och säkerhet vilket gör att de lämpar sig bättre eller sämre för användning i en viss applikation. Eftersom de flesta av dagens kommersiella litiumjonbatterier använder grafit i den negativa elektroden är det valet av material i den positiva elektroden som till mångt och mycket avgör battericellens egenskaper som t.ex. hur snabbt cellen kan laddas ur och hur hög energitäthet en viss cell har.
Exempel på metalloxider som används som positiva elektrodmaterial är litiumkoboltoxid (LiCoO2, förkortat LCO), nickelkoboltaluminiumoxid (LiNi0.8Co0.15Al0.05O2 förkortat NCA) och nickelkoboltmanganoxid (LiNixCoyMnzO2 där x+y+z = 1, förkortat NMC eller NCM). LCO kommersialiserades först och används i majoriteten av Li-jonbatterier. Hög energitäthet, liten självurladdning och förmåga till många upp- och urladdningar har bidragit till materialets populariet. För att ta fram billigare material med fortsatt hög energidensitet har forskning riktat in sig på material där kobolt byts ut mot andra metaller. Detta har resulterat i material såsom NMC och NCA. NCA används av elbilstillverkaren Tesla. Gemensamt för dessa material är att de har samma kristallstruktur där Li-jonerna sitter tvådimensionella lager. 

## Säkerhet
Under normal användning är litiumjonbatterier inte farligare än alkaliska batterier men när batterierna skadas, utsätts för höga temperaturer eller på annat sätt används utanför vad de är specificerade för så kan det i värsta fall ske allvarliga incidenter så som brand eller explosion. Anledningen till detta är att energin som finns i litiumjonbatterier är mycket större än för ett alkaliskt batteri av samma storlek. Ytterligare en anledning är att litiumjoncellen innehåller en elektrolyt som består av brandfarliga organiska lösningsmedel som är lättantändliga även vid rumstemperatur till skillnad från ett alkaliskt batteri där elektrolyten är vattenbaserad och inte speciellt brandfarlig men starkt alkalisk och kan etsa hud. Generellt sett är det viktigt att alltid hålla sig inom de av tillverkaren specificerade parametrarna, så som upp- och urladdningsströmmar och temperaturspann, för att säkerställa att cellerna används på ett säkert sätt.

## Laddning
Laddning av litiumjonbatterier sker nästan uteslutande enligt ett konstant-ström/konstant-spänning förfarande för att skydda battericellerna från att överladdas men ändå uppnå full laddning. Man laddar först cellen med en konstant ström till en förutbestämd spänning och när man nått dit så går man över till att hålla spänningen konstant och låter strömmen klinga av till en låg nivå. Laddning vid temperaturer under noll grader bör alltid undvikas om inte någon annan temperatur finns specificerad från tillverkaren.
Ett vanligt uttryck som används kring laddning (och även urladdning) av litiumjonbatterier är termen state-of-charge, eller förkortat SOC, som är ett sätt att uttrycka ett batteris kapacitet i procent (laddningsgrad). Ett fullt uppladdat batteri har 100 % SOC och ett helt urladdat batteri har 0 % SOC.
C-rate är ett annat uttryck som används för strömmar som har normaliserats mot en specifik cells uppmätta kapacitet för att underlätta när man jämför fler olika batterier. Till exempel så är 1C (C som i C-rate) den ström en cell behöver för att laddas ur på 1 timme och 0,1C (kan även skrivas som C/10) är strömmen som motsvarar en urladdning under 10 timmar.

## Lagring
Litiumjonbatterier som inte används bör förvaras vid 15-25 °C, undvik att förvara batterierna i kylskåp då luftfuktigheten kan bidra till att cellen korroderar. Undvik även att förvara batterierna fullt uppladdade under en längre tid då de kan tappa en del av sin kapacitet permanent. Man bör heller inte förvara batterierna i utrustning under lång tid när den inte används. Anledning till detta är att litiumjonceller har ca 1-3 % självurladdning per månad och detta i kombination med krypströmmar från säkerhetselektronik och utrustning så kommer batteriet sakta laddas ur så pass mycket att det inte längre kan användas. En litiumjoncell som laddats ur under 2 V bör av säkerhetsskäl aldrig laddas upp igen.

## Uppbyggnad av litiumjonceller

### Cylindrisk cell
I cylindriska litiumjonceller är elektroderna långa remsor av metallfolie med belagt elektrodmaterial på båda sidor. Elektroderna för negativ respektive positiv elektrod läggs samman och rullas sedan ihop, åtskilda av en tunn separator av en porös polymer (plastliknande material) till en cylinder, liknande en rulltårta (”jelly roll”). Därefter placeras rullen i ett ytterhölje av rostfritt stål.

### Prismatisk cell
Elektroderna i en prismatisk cell är antingen långa remsor så som i den cylindriska cellen (varannan negativ och positiv elektrod), men som lindas eller viks ihop istället för att rullas till en cylinderform, eller tvåsidigt belagda, separata ark som läggs på hög, med skikt av separator emellan. Det prismatiska höljet är vanligtvis av aluminium.

### Pouch cell
Pouch celler brukar vanligtvis använda sig av samma konstruktion som de prismatiska cellerna. Det som skiljer de två celltyperna åt är att höljet i en pouchcell utgörs av en tunn plastlaminerad aluminiumfolie, likt den som används som förpackningsmaterial till kaffe. Eftersom pouchcellen inte har ett hårt och robust ytterhölje är de mer känsliga för stötar och slag jämfört ned de cylindriska eller prismatiska cellerna. För att förbättra den mekaniska stabiliteten kapslar man ibland in pouchcellen i ett plasthölje, vilket är vanligt förekommande i t.ex mobiltelefoner.

### Knappceller
Litiumjonceller förekommer också i knappcellsformat men utgör en klart mindre marknadsandel jämfört med andra nämnda cellformat. Den interna strukturen består av staplade anoder och katoder där katoden vanligtvis är innesluten i ett separatormaterial. Oftast är dessa batterier inbyggda i produkten och handhas inte enskilt av användaren.

## Transport
Speciella regler gäller för transporter av litiumjonbatterier eftersom de klassas som farligt gods. Önskat transportsätt avgör vilka lagar och förordningar man måste följa för att få skeppa litiumbatterier. För flygtransport regleras detta i IATA:s Dangerous Goods Regulation (IATA DGR), för vägtransport i ADR (den svenska versionen av ADR publiceras av Myndigheten för samhällsskydd och beredskap, MSB) och för sjötransport i IMDG koden.
Oavsett transportsätt måste alla litiumjonbatterier ha genomgått testning enligt UN Manual of Tests and Criteria, del III, subsektion 38.3 (förkortat ”UN38.3-testning”) innan de får skeppas.